# Mario Basari
Mario Basari est un scénariste italien de bande dessinée né en 1932 à Turin.

## Biographie
Mario Basari débute dans l’hebdomadaire Il Vittorioso comme rédacteur en adaptant de nombreux films (« cineromanzi »). Il écrit quelques scénarios de « Capitan Walker » et créé « Kit Ringo » avec le dessinateur Antonio Sciotti. Puis, pour Il Giornalino, il réalise les scénarios de « Max Martin » dessiné par Nevio Zeccara (publié en France dans Marco Polo), « All’oregon o all’inferno » pour De Lucca, « Plume Rouge », un récit de tuniques rouges avec Sorgini, « Babe ford » avec Renato Polese, « Bug Barri » en 1969 avec Giovaninni, « Gec Sparaspara » avec Boselli, « Max Mado » pour Rossi, « Bruno Stark » avec Boscarrato, des adaptations d'œuvres littéraires dans les années 1970 avec Franco Caprioli, etc.